# Paul Knothe
Paul Knothe (* 1897 in Walddorf; † 1988 in Halbs) war ein deutscher Maler des Expressionismus, Kubismus und Futurismus.

## Leben
Von 1911 bis 1914 machte Paul Knothe eine Lehre als Dekorationsmaler. In den Jahren 1914 bis 1916 studierte Knothe an der Kunstakademie Dresden. 1918 folgte das Studium an der Kunstgewerbeschule Dresden unter Paul Rößler, sowie Kutschmann und Alexander Baranowsky. 1919 wechselte Knothe an das Bauhaus Dessau unter Paul Klee. Die Inspiration von Klees und Kandinskys elementarer Gestaltungslehre spiegelt sich in den Bildern Knothes wider. Knothe war auch Mitarbeiter im Dresdener Atelier Stenzel.
Seit 1930 war Paul Knothe freischaffend in Dresden tätig. 1933 erfolgten ein Malverbot und Enteignung sowie Vernichtung aller Bilder. 1934 übersiedelte er nach Köln. 1938 fand eine Umschulung zum technischen Zeichner in Düsseldorf statt. Ab 1946 widmete er sich ganz der Malerei. Paul Knothe starb 1988 im Westerwald.
Das künstlerische Œuvre reichte vom Expressionismus über den Kubismus bis hin zum Futurismus. In den zwanziger Jahren schrieb er an beachtlichen Werken über den „Maler als Raumkünstler“. Paul Knothe besaß die Angewohnheit seine Bilder und Aquarelle mit unterschiedlichen Signaturen zu versehen u. a. mit „Knothe“, „PaulKa“ und später mit „Paul Kaan“.

## Werke (Auswahl)
- Die Wahrheit siegt, Öl auf Hartfaser, um 1920
- Das Schicksal, Öl auf Hartfaser, 41 × 36 cm, o. D.[1]
- Tod und Vernichtung, Öl auf Malkarton, o. D.
- Abstrakte Komposition mit Augen, Öl auf Leinwand, 1949
- Dschingis Khan, Öl auf Leinwand, 1957